# Gabriella Rasponi Spalletti
Gabriella Rasponi Spalletti, född 1853, död 1931, var en italiensk rösträttskvinna. 
Hon var grundare och ordförande av Consiglio Nazionale delle Donne Italiane (CNDI) mellan 1903 och 1931.